# Доколь
Доко́ль (бел. Даколь) — деревня в составе Хвастовичского сельсовета Глусского района Могилёвской области Белоруссии.
До упразднения 20 ноября 2013 года Клетненского сельсовета входила в его состав.

## Население
- 1999 год — 402 человека
- 2009 год — 299 человек